# Makurdi
Makurdi és una ciutat de Nigèria, la capital de l'estat de Benue. Es centre també de l'Àrea de Govern Local de Makurdi, amb una població el 2006 de 500.797 habitants,
Va ser fundada en els anys vint i va guanyar prominència en 1927 quan va esdevenir capital de l'aleshores província de Benue. Sent un port fluvial, va atreure l'establiment d'empreses comercials per dipòsits tals com UAC i John Holt Limited. El seu estatus comercial es va millorar encara més quan el pont de ferrocarril es va completar i fou obert el 1932. En 1976 la ciutat fou declarada la capital de l'estat de Benue i en l'actualitat, funciona també com la seu de la LGA de Makurdi. La ciutat està dividida pel riu Benue en les ribes nord i sud, qui estan connectades per dos ponts: el pont del ferrocarril, qui va ser construït el 1932, i el nou pont de doble carril encarregat el 1978.